# Texas hold'em
Pour un article plus général, voir Poker.
 (janvier 2011).
Si vous disposez d'ouvrages ou d'articles de référence ou si vous connaissez des sites web de qualité traitant du thème abordé ici, merci de compléter l'article en donnant les références utiles à sa vérifiabilité et en les liant à la section « Notes et références ».
Le Texas hold'em (littéralement « Texas retiens-les ») ou communément hold'em (HE) est une variante de poker. Elle constitue la variante la plus jouée, notamment dans sa forme no-limit (NL), c'est-à-dire sans restriction maximale de mise ou de relance. C'est elle qui est utilisée lors de l'épreuve principale des World Series of Poker, le plus gros tournoi de poker du monde du point de vue des gains et de la popularité.
Le hold'em se joue à partir de deux joueurs en face à face (heads-up) et jusqu'à dix joueurs en table complète (full ring).
Chaque joueur reçoit 2 cartes fermées (visibles par lui seul) au début de chaque partie. Progressivement s’ajoutent 5 cartes ouvertes (visibles par tous) au milieu de la table. Pour avoir la meilleure main au Texas Holdem poker, il est nécessaire d’avoir la meilleure combinaison possible de 5 cartes parmi les 7 dont le joueur dispose.
Le gagnant ne peut être déterminé que lorsque les 5 cartes ouvertes (flop + tournant + rivière) ont toutes été distribuées.
Sauf si les joueurs jettent leurs cartes (fold), la partie ne peut pas se terminer avant que la « rivière » soit sortie par le croupier ou le donneur, puisque les joueurs disposent de 7 cartes au total afin d'avoir la meilleure combinaison possible.
Le but du jeu est de remporter les jetons des autres joueurs en ayant la meilleure main ou en leur faisant jeter leurs cartes.

## Histoire

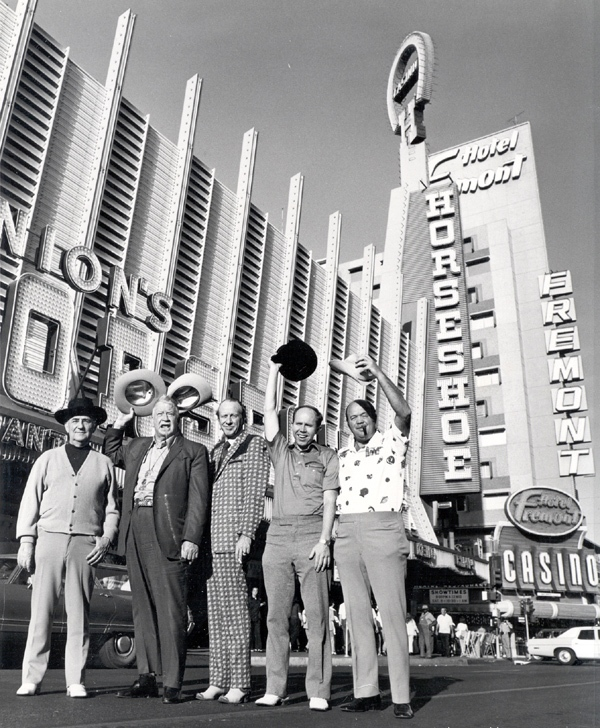
Groupe de joueurs du casino Binion's Horseshoe, en 1974. De gauche à droite, Johnny Moss, Chill Wills, Amarillo Slim, Jack Binion et Puggy Pearson.

Bien que peu d'informations soient connues à propos de l'invention de la variante Texas hold'em, le corps législatif du Texas (États-Unis) a reconnu la ville de Robstown (Texas) comme son lieu de naissance, et datant son invention au début des années 1900.
Après son invention et sa propagation à travers le Texas, le hold'em a été introduit à Las Vegas en 1967 par un groupe de joueurs texans, comprenant notamment les Crandell Addington, Doyle Brunson et Amarillo Slim. Addington affirma qu'il découvrit ce jeu en 1959 :
« Ils ne l'appelaient pas Texas hold'em à l'époque, ils l'appelaient seulement hold'em (...) Je pensais alors que s'il se répandait, il deviendrait le jeu. Au poker fermé, tu mises seulement deux fois ; au hold'em tu mises quatre fois. Ça signifiait que tu pouvais jouer de manière stratégique. Ça ressemblait plus à un jeu d'hommes de réflexion. » — Crandell Addington (traduction libre)
Durant plusieurs années, le Golden Nugget était le seul casino de Las Vegas à proposer cette variante. À cette époque, la salle de poker du Golden Nugget était d'apparence très médiocre. À cause de sa localisation et de son décor peu engageant, elle n'attirait pas les clients fortunés, et les joueurs professionnels cherchèrent donc un lieu plus prestigieux. En 1969, les professionnels de Las Vegas furent invités à jouer au Texas Hold 'em à l'entrée du casino Dunes sur le Las Vegas Strip. Cet emplacement prestigieux, et la relative inexpérience des joueurs de poker avec le Texas Hold 'em, aboutit à un jeu très rémunérateur pour les joueurs professionnels.

Johnny Moss, Becky Binion, et Puggy Pearson au World Series of Poker de 1974

Après une tentative décevante pour établir une convention de jeux d'argent, Tom Moore inclut le premier tournoi de poker à la deuxième Gambling Fraternity Convention de 1969. Ce tournoi proposa différents jeux dont le Texas Hold 'em. En 1970, Benny et Jack Binion acquièrent les droits de cette convention, la rebaptisent World Series of Poker (WSOP) et la déplacent dans leur casino, le Binion's Horseshoe (Las Vegas). Après la première année, le journaliste Tom Thackrey suggère que l'événement principal de ce tournoi soit le Texas hold'em no-limit. Les Binions acceptèrent et les parties de no-limit Texas Hold 'em sont depuis l'évènement principal (Main Event) de cette convention. L'intérêt pour le Main Event a continué de croître régulièrement au cours des deux décennies suivantes. Après avoir reçu seulement huit concurrents en 1972, le nombre a augmenté à plus de 100 participants en 1982, et plus de 200 en 1991.

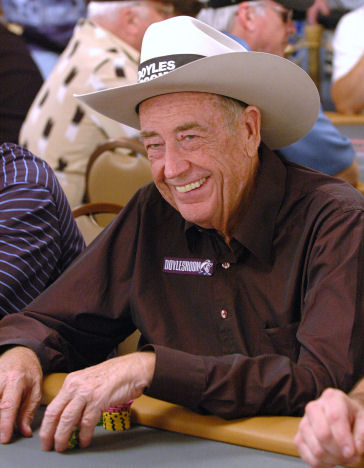
Doyle Brunson au WSOP 2006

Durant cette période, l'éditeur B & G Publishing Co. publia Super/System, un guide de stratégie de poker de Doyle Brunson. En dépit d'être auto-publié et au prix de 100 $ en 1978, le livre révolutionna la façon de jouer au poker. Il fut l'un des premiers livres à traiter du Texas hold 'em, et il est aujourd'hui cité comme l'un des livres les plus importants pour cette variante. En 1983, Al Alvarez publia The Biggest Game in Town, un livre détaillant le tournoi de poker des World Series de 1981. Premier livre du genre, il décrit le monde de joueurs professionnels de poker et les World Series of Poker. On attribue à ce livre le début d'un genre de littérature consacrée au poker, ainsi qu'une ouverture du Texas hold'em (et du poker) à un large public.
L'intérêt pour le hold 'em en dehors du Nevada a commencé à croître dans les années 1980. Bien que la Californie avait des salles de cartes proposant du poker fermé, le Texas Hold 'em était interdit dans cet état jusqu'en 1988, en vertu d'une loi rendant illégale la variante stud-horse. Après un voyage à Las Vegas, les bookmakers irlandais Terry Rogers et Liam Flood introduisirent ce jeu auprès de joueurs européens au début des années 1980.

## Popularité
Longtemps considéré comme un jeu dangereux réservé à la pègre, sa popularité s'accroît fortement dans les années 2000. C'est en partie grâce à Chris Moneymaker. Joueur amateur de poker sur internet, il remporte un package pour le main event des WSOP de Las Vegas pour 18 US$. Ce tournoi, dont le ticket d'entrée coûte 10.000 US$, demeure aujourd’hui le plus prestigieux de la planète et garantit plusieurs millions de dollars au vainqueur. C’est en 2003 que Moneymaker, inconnu du grand public et qui avait du mal à boucler ses fins de mois, remporte ce tournoi devant 800 autres joueurs et gagne presque 2,5 millions US$. En 2003, le Main Event comptait 800 joueurs, en 2004 presque 2500, en 2005 environ 5000, etc. Le poker connaît une croissance explosive et se développe sur internet à très grande vitesse.

### Télévision et cinéma
Avant que le poker ne soit largement diffusé à la télévision, le film Les Joueurs (Rounders en version originale) de 1998, avec Matt Damon et Edward Norton, a donné aux cinéphiles une vision romantique du jeu comme mode de vie, bien que le poker représenté ait souvent été critiqué par des joueurs plus sérieux,. Le Texas Hold'em était le jeu principal joué pendant le film, et la variante no-limit a été décrite, à la suite de Doyle Brunson, comme la "Cadillac du poker". Le film comprend également un extrait du combat classique entre Johnny Chan et Erik Seidel lors des World Series of Poker de 1988. Plus récemment, le Texas Hold'em, jeu à enjeux élevés, est devenu l'élément central de l'intrigue du film de James Bond Casino Royale en 2006, au lieu du baccarat, jeu de casino au cœur du roman sur lequel le film est basé. En 2008, un célèbre court métrage intitulé Shark Out of Water a été édité en DVD. Ce film est unique en ce sens qu'il traite des aspects les plus sombres et les plus addictifs du jeu et met en scène Phil Hellmuth et Brad Booth. 

### Poker en ligne
La possibilité de jouer en ligne à peu de frais et dans l'anonymat est considérée comme la raison de la popularité croissante du Texas Hold'em,. Les sites de poker en ligne permettent aux gens d'essayer des jeux et offrent également la possibilité de participer à des tournois majeurs (tels que les World Series of Poker) par le biais de tournois plus petits, appelés satellites. Les vainqueurs des World Series of No-Limit Hold'em main event de 2003 et 2004 se sont qualifiés en participant aux tournois suivants.
Bien que le poker en ligne se soit développé entre 1998 et 2003, la victoire de Moneymaker et l'avènement de la publicité à la télévision en 2003 ont permis de tripler les revenus du secteur en 2004,.

## Règles
Les règles de base du poker sont conservées, notamment la valeur de mains.

### Déroulement d'un coup

#### Cas général

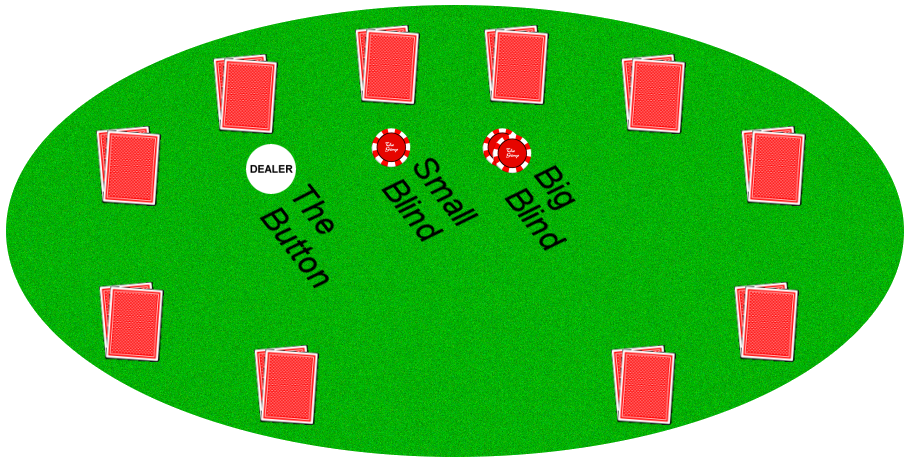
Schéma d'une table de jeu au Texas hold'em.

- Avant la distribution des cartes, les deux joueurs à la gauche du donneur doivent s'acquitter des blinds (mise forcée). Le joueur placé directement à gauche du donneur paie la petite blind et son voisin de gauche la grande.
- Le joueur qui a le jeton du donneur (dealer en anglais), appelé aussi le bouton, bat les cartes et demande à la personne à sa droite de couper puis distribue les cartes, sauf en présence d'un croupier, qui se charge alors de l'opération ; mais celui qui a le bouton est tout de même appelé « donneur ». La distribution se fait en deux tours horaires : chaque fois, une carte est donnée face cachée à chaque joueur, en partant du small blind. À la fin de la donne, les joueurs ont donc deux cartes, dont eux seuls ont connaissance. Le joueur a la responsabilité de protéger ses cartes, notamment lorsqu'il prend connaissance de son jeu. Ces deux cartes, les seules que le joueur recevra individuellement, ne seront éventuellement dévoilées qu'au moment de l’abattage (showdown en anglais).
- Alors que les joueurs prennent connaissance de leur jeu, commence un tour de mise pré-flop qui débute par le joueur à la gauche de la grosse blind, en position UTG (Underthegun) et continue dans le sens horaire.
- Après le premier tour de mise, le donneur « brûle » une carte face cachée puis étale le flop : trois cartes sont retournées faces visibles ; ces cartes sont communes à tous les joueurs. Combinées avec les deux cartes « privées » que chaque joueur tient cachées, elles serviront à la constitution des mains. L'ensemble des cartes communes posées sur la table constitue le tableau (« board en anglais »).
- Nouveau tour de mises. Le joueur à la gauche du donneur commence à miser. Il en sera de même pour tous les tours de mises suivants.
- Le donneur brûle une carte et en retourne une nouvelle au centre : le tournant (« the turn » en anglais) ou encore fourth street qui servira aussi dans les combinaisons de chaque joueur.
- Nouveau tour de mises
- Le donneur brûle une dernière carte et en retourne une cinquième et dernière au centre : the river (« la rivière ») ou encore fifth street.
- Dernier tour de mises
- L'abattage (ou showdown en anglais) : les mains des joueurs encore en jeu s'affrontent.
- Chaque joueur présente une main de cinq cartes choisies parmi ses deux cartes privées et les cinq cartes du tableau. Il faut souligner que le joueur peut inclure dans sa combinaison de cinq cartes ses deux cartes privées, ou une seule, ou même aucune s'il le désire (par exemple, lorsque la combinaison des cinq cartes du tableau est la meilleure qu'il puisse obtenir). Le joueur ayant la meilleure main remporte le pot. En cas d'égalité, celui-ci est partagé.
- Le donneur passe alors le bouton au joueur à sa gauche, celui qui était donc de petite blind, un nouveau coup peut alors commencer.

#### Cas particulier du face-à-face
En face-à-face (heads up en anglais), le fonctionnement est le même que celui exposé ci-dessus, sauf pour la disposition des blinds : le donneur se retrouve petite blind (et non grosse blind).
En effet, l'un des objectifs des blinds est d'éviter que, lors d'un coup donné, un même joueur soit le premier à parler au début de chaque phase d'enchère.
Or, si la disposition des blinds n'était pas modifiée pour le face à face, l'adversaire du donneur (qui serait alors « petite blind ») parlerait en premier à chaque phase d'enchère d'un même coup.
À deux joueurs, grâce à la  permutation des blinds, le donneur étant petite blind, il sera le premier à s'exprimer au premier tour d'enchère, puis son adversaire entamera les trois autres phases d'enchère (après le flop, le tournant et la rivière).

### L'abattage
L'abattage (showdown en anglais), a lieu après le dernier tour de mise qui suit la River si au moins deux joueurs sont encore en jeu. À l'abattage, sont comparées les mains que peuvent former les joueurs avec les sept cartes dont ils disposent : les deux cartes privées, plus les cinq cartes du tableau. Un joueur peut utiliser ses deux cartes privées, une seule ou bien aucune pour avoir la meilleure main de cinq cartes. Si les cinq cartes du tableau (board en anglais) représentent la meilleure main d'un joueur, on dit qu'il « joue le tableau ».
Si les mains des joueurs sont identiques, le pot est alors séparé également entre eux (s'il n'y a pas de side pot). Toutefois il faut tenir compte de la carte de départage (kicker en anglais) pour classer les mains quand celle-ci n'est pas présente dans le tableau (voir le paragraphe des exemples).
Pour les comparaisons des mains au poker voir :
La meilleure main théoriquement possible formée avec les cinq cartes du tableau est appelée the nuts ou nut hand.

### Exemples de mains
Le classement des mains du Texas Hold'em est le classement standard du poker.
Avec le tableau suivant :
Flop : 10♠ 8♠ R♦, Turn : 4♣, River : 7♠
On peut obtenir sept types de combinaisons, classés du plus faible au plus fort :
Joueur A : A♥ D♥ carte haute à l'as : A♥ R♦ D♥ 10♠ 8♠ 
Joueur B : R♣ V♠ paire (de rois, pour cet exemple) : R♣ R♦ V♠ 10♠ 8♠
Joueur C : R♠ 8♦ double paire (rois et huit, ici) : R♠ R♦  8♦ 8♠ 10♠
Joueur D : 10♣ 10♥ brelan (de dix, en l'occurrence) : 10♠ 10♣ 10♥ R♦ 8♠
Joueur E : V♦ 9♣ quinte (au valet) : V♦ 10♠ 9♣ 8♠ 7♠
Joueur F : A♠ 3♠ couleur pique (à l'as) : A♠ 10♠ 8♠ 7♠ 3♠
Joueur G : 9♠ 6♠ quinte flush au dix : 10♠ 9♠ 8♠ 7♠ 6♠
Seuls manquent dans cet exemple le carré et le full (car le tableau ne contient pas de paire), et la très rare quinte flush royale qui est une quinte flush à l'as
Si la rivière est 10♦, la meilleure main des sept montrées est le joueur D (carré de dix). Suivent C (double paire), B (paire) puis A, F, E, G.
Si la rivière est R♥, la meilleure main est le full aux rois par les huit du joueur C, puis le full aux 10 par les rois du joueur D. Suivent B (brelan), puis A, F, E, G (paire).

## Stratégies
En plus de stratégies communes à d'autres variantes du poker, les règles du Texas hold'em impliquent des stratégies spécifiques, avec des différences entre ses variantes (no limit, pot limit, limit) et entre les parties cash game et les tournois.
La plupart des auteurs recommandent une approche serrée-agressive pour jouer au Texas hold'em. Cette stratégie implique de jouer relativement peu de mains (serré), mais de miser et relancer souvent avec celles qui sont jouées (agressif). Bien que cette stratégie soit généralement recommandée, certains joueurs professionnels utilisent avec succès d'autres stratégies.
- Position
- Mains de départ
- Structures de mise
- Cotes du pot et cotes implicites

## Pratique du Texas hold 'em

### Jargon
Le poker étant originaire des États-Unis, le jargon technique utilisé au cours du jeu est généralement en anglais, même en France ; on assiste aussi à un mélange des deux langues (franglais) ou même une francisation des termes anglais.

### Tournois
Outre les sit & go ou les cash games, le Texas hold'em se joue essentiellement sous forme de tournoi. Les tournois sont très nombreux et varient aussi selon le site de poker en ligne.
Les tournois comprennent un nombre limité de participants, minimum et maximum, et donc un nombre de tables conséquent. Les tables comprennent chacune 9 joueurs.
À chaque élimination d'un joueur, un autre joueur issu d'une autre table est reversé sur la table en question lors de rééquilibrage.
Chaque tournoi comporte un prix spécifique en fonction du nombre de participants au tournoi et en fonction du buy-in (c'est-à-dire du montant de l'inscription au tournoi). Ce prix varie selon la place finale du joueur. Certains tournois disposent aussi de rebuy c'est-à-dire d'une capacité à repayer sa place lorsque le joueur est all in, sans jetons.
Parmi les tournois internationaux les plus connus, on peut citer :
- Les WSOP, les World Series of Poker, l'évènement de référence. Ces championnats du monde de poker se jouent depuis 4 décennies à Las Vegas pendant plusieurs semaines durant l'été. Ces dernières années, plus de 50 tournois (à différents droits d'entrée et couvrant toutes les variantes actuellement jouées) sont organisés, offrant un bracelet des championnats du monde. Ce festival se conclut par le Main Event (tournoi principal) à 10 000 dollars, disputé en Texas Hold'em No-Limit, qui a réuni environ 6500 personnes ces dernières années. Après deux semaines de compétition et une finale reportée en novembre ces 4 dernières années, le vainqueur est considéré comme le champion du monde de l'année.
- Le WPT, World Poker Tour, une série de tournois annuelle qui fête en 2012 sa 10e saison. Le circuit a directement contribué à l'essor du poker dans le monde, puisque les tables finales des tournois ont été télévisées et ont révélé les "stars" d'aujourd'hui. Depuis 2010, le WPT, avec de nombreux tournois aux États-Unis, s'internationalise et propose des étapes en Europe et même en Afrique (Marrakech).
- L'EPT, l'European Poker Tour, une série de tournois annuelle qui regroupe les meilleurs joueurs européens mais aussi mondiaux. L'affluence de ce circuit de référence sur le Vieux Continent est importante car de nombreux joueurs sont qualifiés sur le site de l'organisateur.

### Noms de certaines mains

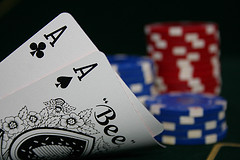
Une paire d'as est a priori la meilleure distribution possible au Texas hold'em.

Au Texas Hold'em, tous les joueurs commencent avec deux cartes en main, ce qui donne un nombre total de mains possibles au départ limité; au fil du temps, les joueurs de poker ont donné à certaines d'entre elles des noms rappelant un événement durant lequel ces mains avaient été utilisées.

### Filmographie
- High Roller: Stu Ungar Story de A. W. Vidmer
- Les Joueurs, film sorti en 1998.
- Casino Royale, film de la saga James Bond sorti en 2006.
- Lucky You, film sorti en 2007.
- Le Rêve de Cassandre, film sorti en 2007.
- Michael Clayton, film sorti en 2008.
- Pair et impair
- Deal, film sorti en 2008